# دمره
دمره (به ترکی استانبولی: Demre) شهری است در کشور ترکیه که در استان آنتالیا واقع شده‌است. جمعیت این شهر بر اساس سرشماری سال ۲۰۰۸ میلادی ۱۵٬۶۶۲ نفر و بر اساس برآوردهای سال ۲۰۰۹ میلادی ۱۵٬۵۶۲ نفر می‌باشد.